# 37608 Löns
37608 Löns è un asteroide della fascia principale. Scoperto nel 1992, presenta un'orbita caratterizzata da un semiasse maggiore pari a 2,5458458 UA e da un'eccentricità di 0,1419838, inclinata di 8,32135° rispetto all'eclittica.
Dal 26 maggio al 24 luglio 2002, quando 42191 Thurmann ricevette la denominazione ufficiale, è stato l'asteroide denominato con il più alto numero ordinale. Prima della sua denominazione, il primato era di 34854 Paquifrutos.
L'asteroide è dedicato allo scrittore tedesco Herman Löns.